# Bithlo
Bithlo is een plaats (census-designated place) in de Amerikaanse staat Florida, en valt bestuurlijk gezien onder Orange County.

## Demografie
Bij de volkstelling in 2000 werd het aantal inwoners vastgesteld op 4626.

## Geografie
Volgens het United States Census Bureau beslaat de plaats een oppervlakte van
28,1 km², waarvan 27,6 km² land en 0,5 km² water. Bithlo ligt op ongeveer 13 m boven zeeniveau.

## Plaatsen in de nabije omgeving
De onderstaande figuur toont nabijgelegen plaatsen in een straal van 24 km rond Bithlo.